# Andrés Schneiter
Andres Schneiter (Buenos Aires, 8 aprile 1976) è un allenatore di tennis ed ex tennista argentino.

È stato soprannominato El Gringo per i suoi capelli biondi e gli occhi azzurri.

## Carriera da giocatore
A livello ITF Schneiter conquista quattro titoli in singolare, tre sulla terra e uno sul sintetico. Da professionista diventa uno specialista del doppio e vince due titoli ATP in coppia con Sergio Roitman ad Amsterdam nel 2000 e a Umago nel 2001. Raggiunge inoltre la finale a Bucarest nel 2002 in coppia con Emilio Benfele Álvarez.
Il suo miglior risultato nella prove del Grande Slam è il terzo turno raggiunto all'Open di Francia 2002 in coppia con Roitman. Schneiter si è ritirato nel 2004.

## Carriera da allenatore
Subito dopo aver lasciato l'agonismo inizia la carriera di allenatore e diventa il coach di Mariano Puerta, che sotto la sua guida raggiunge la finale del Open di Francia 2005, al termine del quale risulta positivo al doping. In seguito diventa l'allenatore storico di Cristian Garín, contribuendo a portarlo dalla 140ª alla 18ª posizione mondiale e alla conquista di quattro titoli ATP. Il rapporto con il tennista cileno ha fine nel dicembre 2020.

## Statistiche

### Doppio

#### Vittorie (2)
| No. | Data           | Torneo                   | Superficie | Compagno       | Avversari in finale                 | Punteggio     |
| 1.  | 23 luglio 2000 | Dutch Open, Amsterdam    | Terra      | Sergio Roitman | Edwin Kempes Dennis van Scheppingen | 4–6, 6–4, 6–1 |
| 2.  | 16 luglio 2001 | Croatia Open Umag, Umago | Terra      | Sergio Roitman | Ivan Ljubičić Lovro Zovko           | 6–2, 7–5      |

#### Finali perse (1)
| No. | Data              | Torneo                     | Superficie | Compagno               | Avversari in finale           | Punteggio |
| 1.  | 15 settembre 2002 | BCR Open Romania, Bucarest | Terra      | Emilio Benfele Álvarez | Jens Knippschild Peter Nyborg | 3-6, 3-6  |